# Heinrich Petry

Heinrich Petry

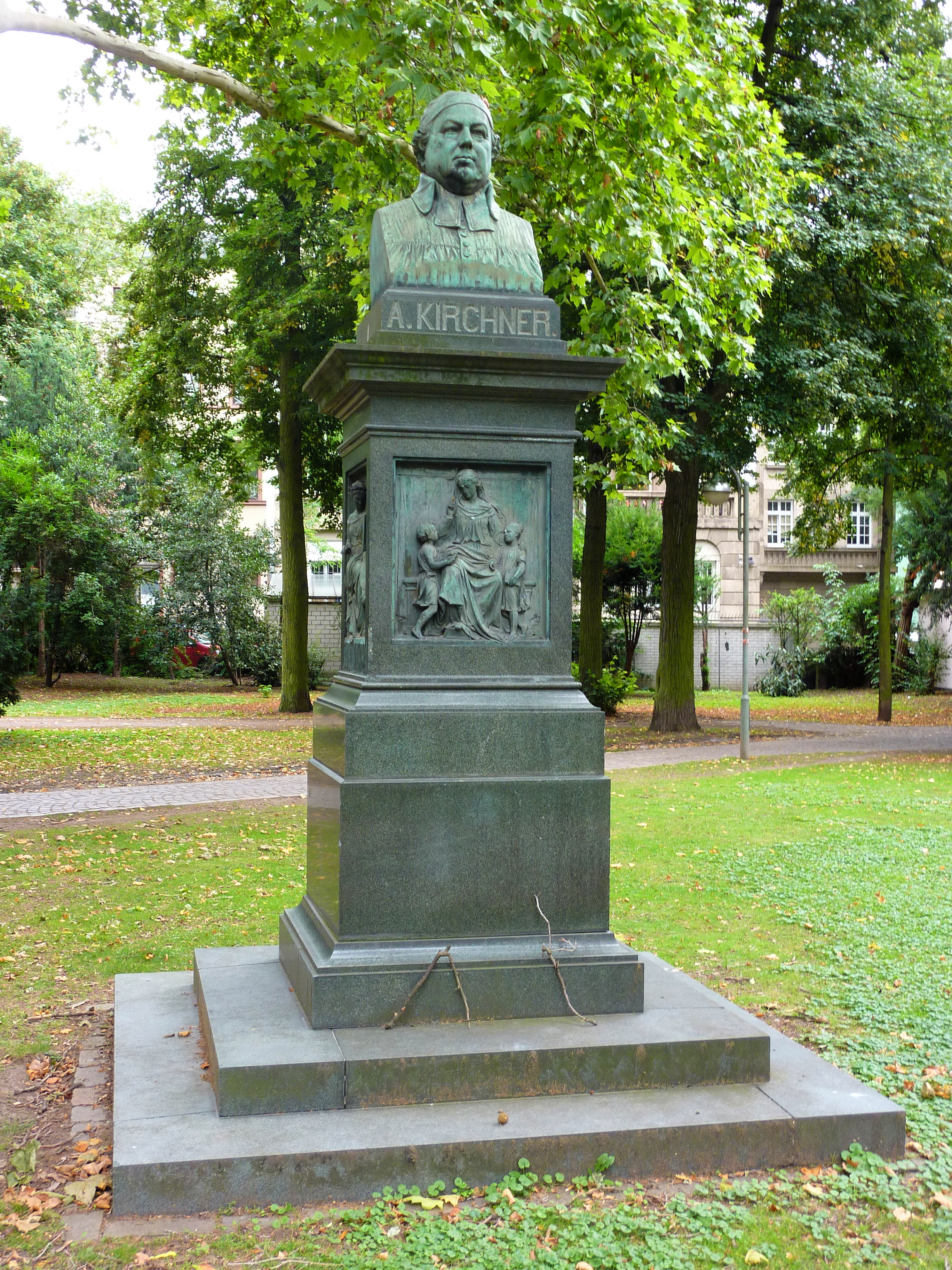
Denkmal von Anton Kirchner

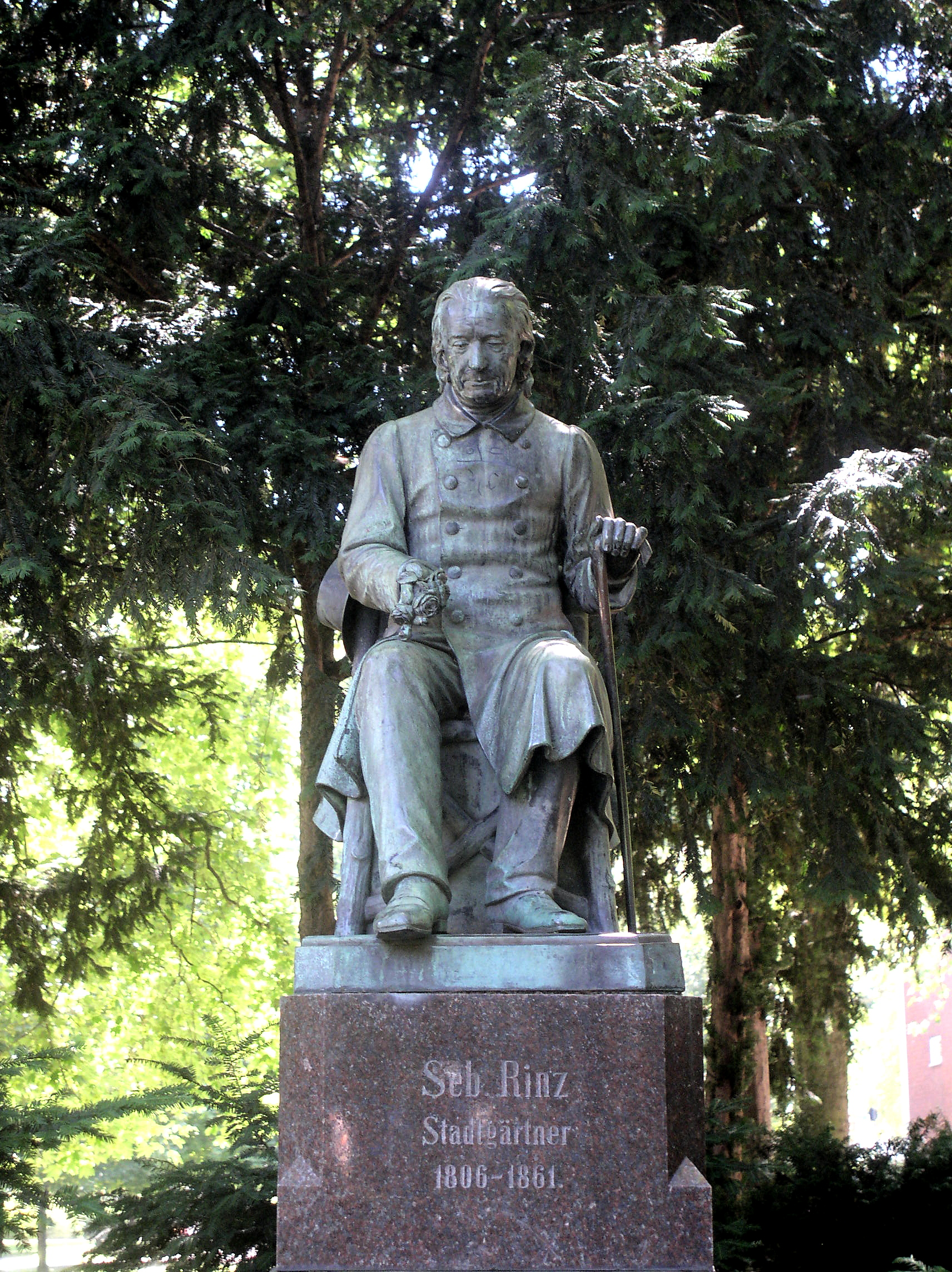
Denkmal von Sebastian Rinz

Heinrich Petry (* 10. Juni 1832 in Frankfurt am Main; † 3. Oktober 1904 ebenda) war ein deutscher Bildhauer und Hochschullehrer.

## Leben
Heinrich Petry war ein Schüler des bekannten Bildhauers Johann Nepomuk Zwerger am Städelschen Kunstinstitut in Frankfurt am Main. Unter Eduard Schmidt von der Launitz arbeitete er 1854 bis 1857 am Gutenberg-Denkmal mit. Im Jahre 1866 wurde Heinrich Petry selbst Lehrer am Städelschen Institut und übernahm dort die Klasse der Bildhauerabteilung.
Petrys Hauptwerke sind die Denkmäler für Anton Kirchner und Sebastian Rinz in den Wallanlagen sowie Porträtbüsten von Edward von Steinle, Heinrich Adam Neeb und Johannes Janssen. Beim Wiederaufbau des Frankfurter Doms nach dem Brand von 1867 schuf er die Figuren am Turm sowie am Nordportal, später fertigte er Figurengruppen für die Neue Börse (1878) und das Frankfurter Opernhaus (1880). Am Südbau des 1900 gebauten Neuen Rathauses schuf er die Statuen von Lersner und Merian, am Hauptfriedhof eine Engelsfigur aus weißem Marmor für die Gruft des Zeitungsverlegers Hermann Minjon (1838–1897).
Petrys Grabstätte befindet sich auf dem Frankfurter Südfriedhof.

## Werke (Auswahl)
- Anton-Kirchner-Denkmal (1879) in der Eschenheimer Anlage
- Sebastian-Rinz-Denkmal (1893) in der Friedberger Anlage
- Portraitbüste von Carl Morgenstern (um 1870)
- Portraitbüste von Edward von Steinle (1887)
- Portraitbüste von Heinrich Adam Neeb
- Portraitbüste von Johannes Janssen